# سامسونج جالكسي نوت
سامسونج جالكسي نوت (بالإنجليزية:Samsung Galaxy Note) هو هاتف من سامسونج صدر في الربع الأخير من عام 2011. واشتهر بشاشته الكبيرة مقارنةً بالأجهزة الأخرى حيث يحتوي على شاشة 5.3 بوصة وظهر منه إصدارات بأحجام مختلفة وكذلك مواصفات مختلفة فمنه حجم (10.1) بوصة وكذلك (8) بوصة.

## الخصائص

### الخصائص الحصرية
يحمل قلماً ضوئياً للرسم والتدوين والكتابة اليدوية، وشاشة بتقنية Super AMOLED HD

### تقنية SUPER AMOLED HD
تمنح تقنيه Super AMOLED HD الشاشة وضوح عالي (بدقة 1280 × 800).

### الكاميرا
- كاميرا خلفية بحجم 8 ميغا بكسل، وأخرى أمامية بحجم 2 ميغا بكسل.
- في الإصدارات الأخرى، يوجد كاميرا أمامية بحجم 1.9 ميغا بكسل وأخرى خلفية بحجم 5 ميغا بكسل

### وصلة USB
للنوت 1 خاصية جميلة وهي إمكانية استخدام USB لتوصيل الهاتف بالفأرة أو لوحة المفاتيح أو قارئ البطاقات وغيرها.

### البطارية
للنوت 1 بطارية 2,500 ملي امبيير

### مميزات
- الجالاكسى نوت سريع جدا في العمل وتصفح الإنترنت .
- الصور الملتقطة بواسطة كاميرا الجلكسى نوت عالية الدقة.
- خفيف الوزن والشاشة رائعة .
- يدعم اللغة العربية.

### عيوب
- التصميم سيئ مقارنة بنوت 2.
- مشاكل في البطارية وسرعة انتهائها.

## وصلات خارجية
موقع سامسونج 